# Heinz Hollert
|  | Dieser Artikel oder Abschnitt wurde wegen inhaltlicher Mängel auf der Qualitätssicherungsseite der Redaktion Geschichte eingetragen (dort auch Hinweise zur Abarbeitung dieses Wartungsbausteins). Dies geschieht, um die Qualität der Artikel im Themengebiet Geschichte auf ein akzeptables Niveau zu bringen. Dabei werden Artikel gelöscht, die nicht signifikant verbessert werden können. Bitte hilf mit, die Mängel dieses Artikels zu beseitigen, und beteilige dich bitte an der Diskussion! |

Heinz Hollert (* 5. August 1912; † Mai 1944 in Lyon) war ein deutscher Kriegsverbrecher und als SS-Hauptsturmführer Leiter des Sicherheitsdienstes (SD) in Lyon (ab Mitte 1943 Stellvertreter). Unter seiner SD-Leitung in Lyon war er an verschiedenen Kriegsverbrechen gegen die Zivilbevölkerung und Résistancekämpfer beteiligt.

## Leben
Heinz Hollert trat zum 1. März 1933 der NSDAP bei (Mitgliedsnummer 1.490.411) und schloss sich auch der SS an (SS-Nummer 95.215), in der er am 11. September 1938 zum SS-Untersturmführer befördert wurde.
Hollert war zunächst ab Januar 1943 als SS-Hauptsturmführer Leiter des SD in Lyon und führte gemeinsam mit seinem Stellvertreter und Abteilungsleiter Klaus Barbie das Verhörzentrum im Hotel Terminus. Er war darauf spezialisiert, den Funkverkehr der Résistance abzuhören. Außerdem trug er die Mitverantwortung für die Deportationen von Juden in Konzentrationslager, wie etwa bei den Kindern von Izieu.
Noch im Sommer 1943 wurde er durch Werner Knab ersetzt, der von der Gestapo aus Kiev nach Lyon versetzt worden war, und in die Stellvertreterposition versetzt. Ab da übernahm er die organisatorischen Aufgaben, während Barbie Pläne zur Bekämpfung der Résistance ausarbeitete.
Hollert wurde im Mai 1944 bei einem Bombenangriff der Alliierten auf sein SS-Hauptquartier getötet. Seinen Platz als Stellvertreter nahm kurz darauf Barbie ein.